# Stolnica v Málagi
Stolnica v Málagi je renesančna cerkev v mestu Málaga v Andaluziji na jugu Španije. Nahaja se v mejah, določenih s sedaj manjkajočim delom srednjeveškega mavrskega obzidja, ostanke katerega obkrožajo bližnja Alcazaba in grad Gibralfaro. Zgrajena je bila med letoma 1528 in 1782, po načrtih Diega de Siloe. Njena notranjost je izdelana v renesančnem slogu. Stolnica ima svoje vrtove in lepo dvorišče s pomarančami, ki spominja na stare mošeje.

## Opis
Stolnico, zgrajeno nad pravokotnim tlorisom, sestavlja glavna in dve stranski ladji s kapelami, pri čemer je glavna širša, imajo pa vse isto višino, ki znaša 41,79 m. Na koncu je poligonalna apsida in ambulatorij. Korne klopi so delo Pedra de Mena, ki je sklesan 42 skulptur. Izreden je kor iz 17. stoletja narejen mahagonija in cedrovine, delo Luisa Ortiza. Da bi zagotovil stabilnost, je arhitekt uporabil originalni sistem navzkrižnih stebrov, ki podpirajo korintske stebre, elementi klasične tradicije z renesanso, nad katerimi je ogredje - klasično in še enkrat s stebri.
V koru je dvoje baročnih orgel, z marmornatimi ključi, okrašene z eklezijskimi motivi. V stranskih kapelah hranijo zanimive umetnine: Mati, ki žaluje - Pedro de Mena, Kristus na križu - Alonso de Mene, velika Devica rožnega venca - Alonso Kana, itd. Vredno ogleda je tudi: kapela Notre Dame de Rua in njena veličastna Marija in sin Bog, kapela sv. Barbare in privlačen gotski oltar, in kapela Utelešenje iz marmorja s štirimi monumentalnimi stebri iz ahata. 
Fasada je, za razliko od preostalega objekta, v baročnem slogu in je razdeljena na dve ravni; na nižji ravni so trije loki, znotraj katerih so portali ločeni z marmornatimi stebri v različnih barvah. Nad vrati so medaljoni vklesani v kamen; tisti na bočnih vratih predstavljajo zaščitnika Málage, Sv. Kirika in Sv. Pavla, medtem ko je v središču predstavljeno Oznanjenje.
Severni stolp je 84 metrov visok, zaradi česar je ta stavba druga največja stolnica v Andaluziji, za Giraldo v Sevilji. Južni stolp ostaja nedokončan. Plošča na dnu stolpa navaja, da so sredstva, ki jih je župnija zbrala za dokončanje, namesto tega uporabili za pomoč britanski koloniji, ki so postale Združene države, da bi pridobili neodvisnost od Velike Britanije. Druge preiskave župnijskih arhivov kažejo, da bi denar lahko uporabili pri obnovi vozišča poti imenovane "Camino de Antequera" (ki se je začela v tej ulici Calle Martinez Maldonado). To nedokončano stanje je dalo stolnici ime "La Manquita", kar pomeni "Enoroka gospa".
Serija velikih umetniških del zapolnjuje svetišče, med njimi so gotski oltar v kapeli Santa Barbara in grobnica iz 16. stoletja v kapeli San Francisco. Kapela učlovečenja vsebuje neoklasicistično oltarno podobo (1785), ki jo je zasnoval kipar Juan de Villanueva in izklesal Antonio Ramos in Aldehuela, skupino likov, ki predstavljajo Oznanjenje in kipa zaščitnikov Malage, Sv. Kirika in Sv. Pavla, delo Juana Salazar Palomina tudi iz 18. stoletja ter Obglavljenje svetega Pavla, Enrique Simoneta, ki jo je naslikal leta 1887 v času njegovega bivanja v Rimu.
Stolnica meji na cerkev Iglesia del Sagrario, ustanovljeno v 15. stoletju na območju mošeje. Cerkev ima nenavadno pravokotno obliko, izabelinska gotska vrata, ki so edini preostali del izvirne struktura, ki je bila obnovljena leta 1714. Znotraj je bogato okrašena, glavna značilnost je veličasten oltar iz 16. stoletja.